# Матвеева, Галина Ивановна
Гали́на Ива́новна Матве́ева (27 июля 1933 — 6 ноября 2008) — советский и российский археолог и педагог, кандидат исторических наук, профессор, один из первых преподавателей Самарского (Куйбышевского) государственного университета, создатель археологического центра в Самаре. Автор около 144 научных трудов. Г. И. Матвеева один из авторов принципиально новых разработок древнейшей истории Среднего Поволжья, в том числе концепции появления ранних славян в Среднем Поволжье в первых веках н. э. Основные направления деятельности: изучение раннесредневековых поселений на Самарской Луке, интерпретация именьковской культуры, исследование материальной культуры ранних болгар.

## Биография
Г. И. Матвеева родилась в семье учителей в городе Аша (Челябинская область). Её отец Иван Ефремович Матвеев, выпускник Саратовского университета, преподавал
историю, погиб на фронте под городом Севском.
Окончила историко-филологический факультет Пермского государственного университета, научный руководитель — Отто Николаевич Бадер.
Три года проработала директором Троицкого краеведческого музея. С 1961 по 1969 год преподаватель археологии и истории первобытного общества в Башкирском государственном университете (ныне Уфимский университет науки и технологий), а также руководитель археологических экспедиций. Позже работала в Уфе. С 1969 года преподаватель в Куйбышевском государственном университете (с 1991 г. Самарский государственный университет). Летом 1970 года начались стационарные раскопки на Самарской Луке. Кандидатская диссертация «Население лесной и лесостепной Башкирии в III—VIII вв. н. э.», защищена в 1970 году в Институте археологии АН СССР. В 1976 году организовала первое Всесоюзное совещание по проблемам срубной культурноисторической общности. С 1974 до начала 1990-х годов научной группой лаборатории под руководством Матвеевой исследовались курганные могильники эпохи бронзы. Под её руководством были открыты и раскопаны десятки археологических памятников: Съезженский энеолитический могильник (совместно с Игорем Васильевым), поселение — металлургический комплекс бронзового века Михайло-Овсянка, городище Лбище и другие.
Галина Ивановна — основатель Средневолжской археологической экспедиции, создатель базовой научной концепции древнейшей истории Среднего Поволжья по археологическим данным, один из основных разработчиков принципиально новых моментов древнейшей истории Среднего Поволжья (изучение раннесредневековых поселений на Самарской Луке, интерпретация именьковской культуры, исследование материальной культуры ранних болгар).
С 1970 года руководитель СНК «Археологический кружок СамГУ» созданного на базе археологической лаборатории Куйбышевского государственного университета и Средневолжской археологической экспедиции. Среди учеников Г. И. Матвеевой пять защитили докторские диссертации, около 30 являются кандидатами наук, защитив диссертации по археологии.

## Некоторые публикации
- Матвеева Г. И. Среднее Поволжье в IV-VII вв.: Именьковская культура.. — Самара: Самарский университет, 2004.
- Матвеева Г. И. Новые савроматские памятники в Башкирии // Советская археология. — 1972. — № 1.
- Матвеева Г. И., Васильев И. Б. Новые памятники срубной культуры в Башкирии // Советская археология. — 1972. — № 3.
- Матвеева Г. И. Памятники именьковской культуры на Самарской Луке // Самарская Лука в древности. Краеведческие записки.. — 1975. — № 3. — С. 105—118.
- Матвеева Г. И., Васильев И. Б. Могильник у села Съезжее на р. Самаре // Советская археология. — 1979. — № 4.
- Матвеева Г. И. Этнокультурные процессы в Среднем Поволжье в I тысячелетии нашей эры // Культуры Восточной Европы I тысячелетия н.э. : Межвузовский сборник статей (Куйбышев). — 1986.
- Матвеева Г. И. К вопросу об этнической принадлежности племён именьковской культуры (недоступная ссылка — история) // Славяне и их соседи. Место взаимных влияний в процессе общественного и культурного развития. Эпоха феодализма. : Сборник тезисов  / Г.Г. Литаврин. — М., 1988.
- Матвеева Г. И. К вопросу о происхождении погребений с трупосожжениями на территории именьковской культуры // Культуры евразийских степей второй половины I тыс. н.э.. — Самара, 1996.
- Матвеева Г. И. Могильники ранних болгар на Самарской Луке / Ковалевская В. Б.. — Самара: Самарский университет, 1997. — 226 с. — ISBN 5—230—06056—5.
- Матвеева Г. И. Погребения VIII-IX вв. в окрестностях г.Куйбышева // Очерки истории и культуры Поволжья. — Куйбышев, 1976.
- Матвеева Г. И. Исследование средневековых памятников на Самарской Луке // Археологические открытия 1980 года. — М., 1981.
- Матвеева Г. И. Работы на Самарской Луке // Археологические открытия 1981 года. — М., 1983.
- Матвеева Г. И. Памятники новинковского типа в Среднем Поволжье // Ранние болгары в Восточной Европе : Тезисы докладов научной конференции посвященной 100-летию Н.Ф.Калинина. — Казань, 1988.
- Матвеева Г. И., Ластовский А. А.;. Мезолитический комплекс поселения Романовка II // Вопросы археологии Поволжья. — Самара, 1999. — Т. 1.
- Матвеева Г. И. Памятники оседлых племён лесной зоны Самарского Поволжья (белогорская и городецкая культуры) (недоступная ссылка — история) // История Самарского Поволжья с древнейших времён до наших дней. Ранний железный век и средневековье.. — М., 2000.
- Матвеева Г. И., Богачёв А. В. Памятники раннеболгарского времени (недоступная ссылка — история) // История Самарского Поволжья с древнейших времен до наших дней. Ранний железный век и средневековье.. — М., 2000.
- Матвеева Г. И., Колев Ю. И., Королёв И. А. Горно-металлургический комплекс бронзового века у с.Михайло-Овсянка на юге Самарской области (первые результаты и проблемы исследования) (недоступная ссылка — история) // Вопросы археологии Урала и Поволжья. — Самара, 2004. — Т. 2.
- Матвеева Г. И. Памятники эпохи великого переселения народов. Древние культуры и этносы Самарского Поволжья. Учебное пособие по археологии Самарской области. — Самара, 2007.
- Матвеева Г. И. Культуры оседлых племён раннего железного века. Древние культуры и этносы Самарского Поволжья. Учебное пособие по археологии Самарской области. — Самара, 2007.
- Матвеева Г. И. О хозяйстве и общественном строе племён именьковской культуры // Самарский край в истории России. — Самара, 2007. — Т. 3.
- Матвеева Г. И. К вопросу о периодизации ранних болгар // Материалы конференции: чтения, посвященные 100-летию деятельности Василия Алексеевича Городцова в Государственном историческом музее. — М., 2003.
- Матвеева Г. И., Вязов Л. А., Гасилин В. В. Раскопки городища Лбище // Археологические открытия 2003 года. — М., 2004. — С. 323—325.
- Матвеева Г. И. Экспедиция в прошлое. Записки археолога.. — Самара, 1998. (научно-популярное, автобиографическое издание)